# Sergio Bagú
Sergio Bagú Bejarano (Buenos Aires, 10 janvier 1911 - Mexico, 2 décembre 2002) était un sociologue et historien mexicain d'origine argentine. Bagú est considéré comme un des penseurs d'Amérique latine les plus importants du XXe siècle.

## De l'Argentine au Mexique
Natif d'Argentine, Sergio Bagú a été professeur à l'université de Buenos Aires ainsi que dans diverses universités du Chili, des États-Unis, du Venezuela, du Pérou et d'Uruguay. Mais, c'est au Mexique, où il s'exile au début des années 1970, à la suite de la répression du général Ongania, qu'il effectuera le plus gros de sa carrière. Il deviendra alors professeur et chercheur au Centro de Estudios Latinoamericanos de l'université nationale autonome du Mexique (UNAM) en 1974 où il restera pendant 26 ans.

## Son œuvre
Sergio Bagú consacrera son œuvre sociologique à la compréhension du rôle de l'Amérique latine dans le système-monde et l'histoire mondiale. Il s'intéressait avant tout à la nature de l'Amérique latine et au développement du capitalisme. Son œuvre oscille entre l'histoire du colonialisme et la sociologie de la domination. Pour Bagú, mieux connaître l'Amérique latine revenait à mieux connaître le monde.
Ses ouvrages les plus importants, Economía de la sociedad colonial (Économie de la société coloniale - 1949) et Estructura social de la Colonia (Structure sociale de la colonie - 1952) eurent un impact profond au sein des sciences sociales latino-américaines. Dans ceux-ci, Bagú comprend l'histoire coloniale en Amérique latine comme celle d'une insertion de cette région dans un système capitaliste mondial.
Sergio Bagú était un pionnier de la théorie de la dépendance et de la dynamique centre-périphérique que développeront également les sociologues, historiens et économistes Celso Furtado, Teothonio dos Santos, Raúl Prebisch, Fernando Henrique Cardoso, Osvaldo Sunkel, et la CEPAL. À l'instar de Fernand Braudel ou d'Immanuel Wallerstein, Bagú porta une attention particulière à l'établissement de liens entre les sciences sociales et en particulier entre l'histoire et la sociologie.

## Son engagement
De sa jeunesse en tant que militant dans le mouvement de la Réforme universitaire en Argentine, puis, en tant que président de la Fédération universitaire d'Argentine en 1936-37, Sergio Bagú gardera l'urgence de la nécessité de s'impliquer dans la lutte pour les droits de l'homme. En exil au Mexique, il continuera son engagement pour instaurer la démocratie en Argentine.

## Reconnaissances
- Prix Universidad Nacional (Mexique - 1990)
- Médaille Aníbal Ponce (Argentine - 1993)
- Doctorat honoris causa de l'université de Buenos Aires (Argentine)

## Article en ligne
- (es) Sergio Bagú : La Estructuración Económica en la Etapa Formativa de la Argentina Moderna